# 天心镇
天心镇，是中华人民共和国江西省赣州市安远县下辖的一个乡镇级行政单位。

## 行政区划
天心镇下辖以下地区：
天心镇社区、天心村、高段村、五龙村、水头村、深溪村、小乐村、心怀村、仰湖村、长布村、大分村、南坑村、嶂脑村、岽坑村、井头村和竹湖村。